# Universidad Tecnológica Nacional
La Universidad Tecnológica Nacional (UTN) es una universidad pública nacional de Argentina, continuación de la Universidad Obrera Nacional. Es la única universidad del país de organización federal y cuya prioridad académica son las ingenierías.
Su sede administrativa se encuentra en la ciudad de Buenos Aires pero cuenta con 30 Facultades Regionales, un Instituto Nacional Superior del Profesorado Técnico y extensiones áulicas distribuidas en todo el territorio de la República Argentina.
Por su cantidad de alumnos, que representa el 40% de los estudiantes de ingeniería del país, es la mayor universidad de ingeniería del país.

## Carreras de grado dictadas en la UTN
- Ingeniería aeronáutica
- Ingeniería civil
- Ingeniería eléctrica
- Ingeniería electrónica
- Ingeniería electromecánica
- Ingeniería en sistemas de información
- Ingeniería ferroviaria
- Ingeniería industrial
- Ingeniería mecánica
- Ingeniería metalúrgica
- Ingeniería naval
- Ingeniería pesquera
- Ingeniería química
- Ingeniería textil
- Ingeniería automotriz
- Licenciatura en administración rural
- Licenciatura en administración de empresas
- Licenciatura en organización industrial

## Carreras de pregrado dictadas en la UTN
- Tecnicatura en administración
- Tecnicatura en moldes, matrices y dispositivos
- Tecnicatura en programación

## Dependencias

### Facultades Regionales

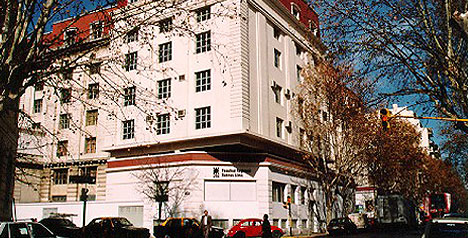
Facultad Regional Buenos Aires, la más grande del país.

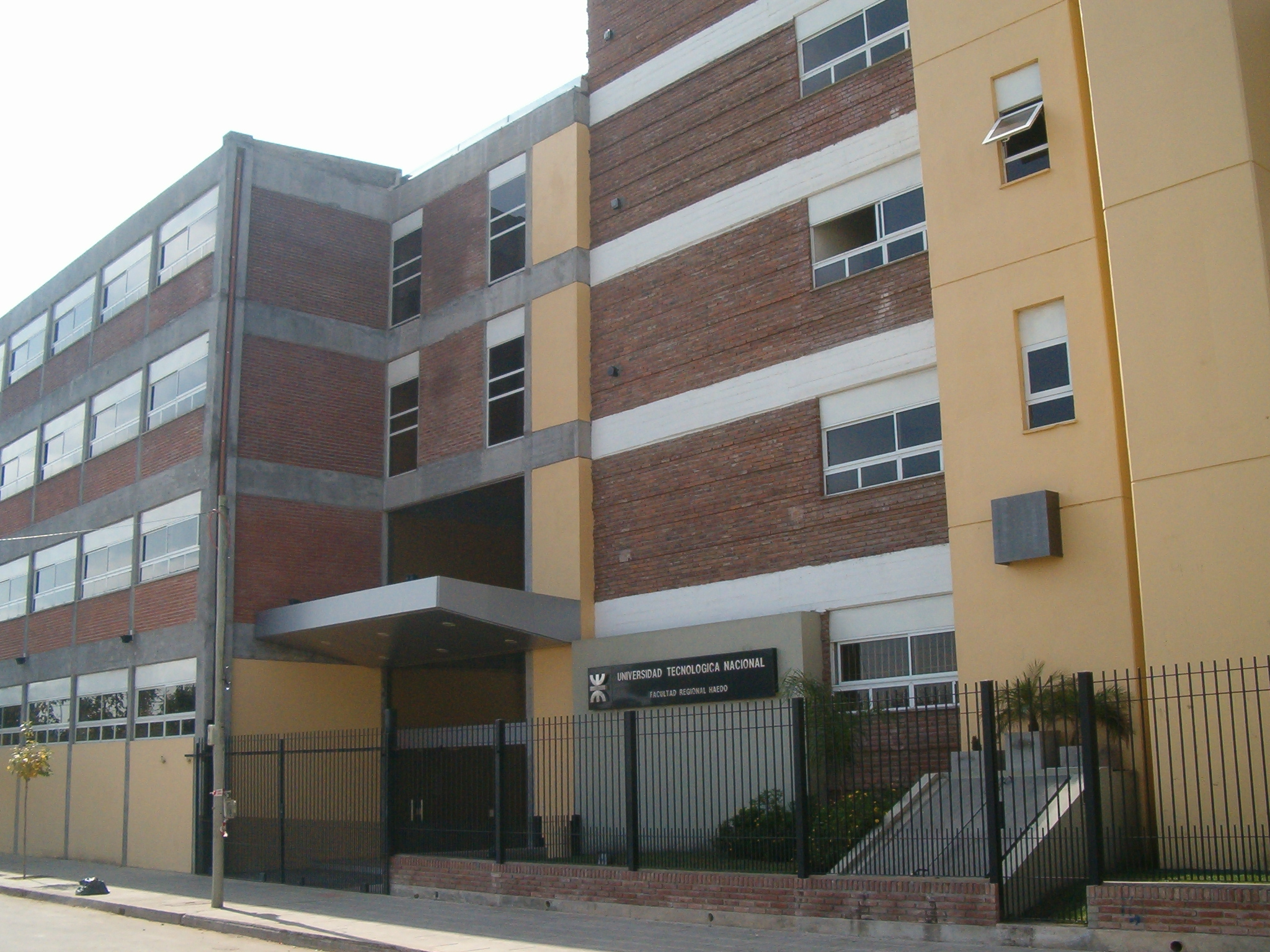
Facultad regional de Haedo, la primera en América Latina en tener Ingeniería Ferroviaria.

Sus treinta Facultades Regionales son las siguientes:
- Facultad Regional Avellaneda
- Facultad Regional Bahía Blanca
- Facultad Regional Buenos Aires
- Facultad Regional Chubut
- Facultad Regional Concepción del Uruguay
- Facultad Regional Concordia
- Facultad Regional Córdoba
- Facultad Regional Delta
- Facultad Regional General Pacheco
- Facultad Regional Haedo
- Facultad Regional La Plata
- Facultad Regional La Rioja
- Facultad Regional Mendoza
- Facultad Regional del Neuquén
- Facultad Regional Paraná
- Facultad Regional Rafaela
- Facultad Regional Reconquista
- Facultad Regional Resistencia
- Facultad Regional Tierra del Fuego
- Facultad Regional Rosario
- Facultad Regional San Francisco
- Facultad Regional San Nicolás
- Facultad Regional San Rafael
- Facultad Regional Santa Cruz
- Facultad Regional Santa Fe
- Facultad Regional Trenque Lauquen
- Facultad Regional Tucumán
- Facultad Regional Venado Tuerto
- Facultad Regional Villa María
- Facultad Regional Mar del Plata

### Otras dependencias
- Consultoría Ejecutiva Nacional de Transporte
- Instituto Nacional Superior del Profesorado Técnico
- Centro de e-Learning UTN BA

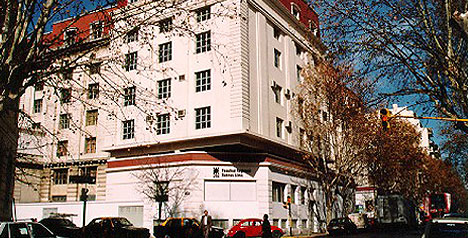
Facultad Regional Buenos Aires
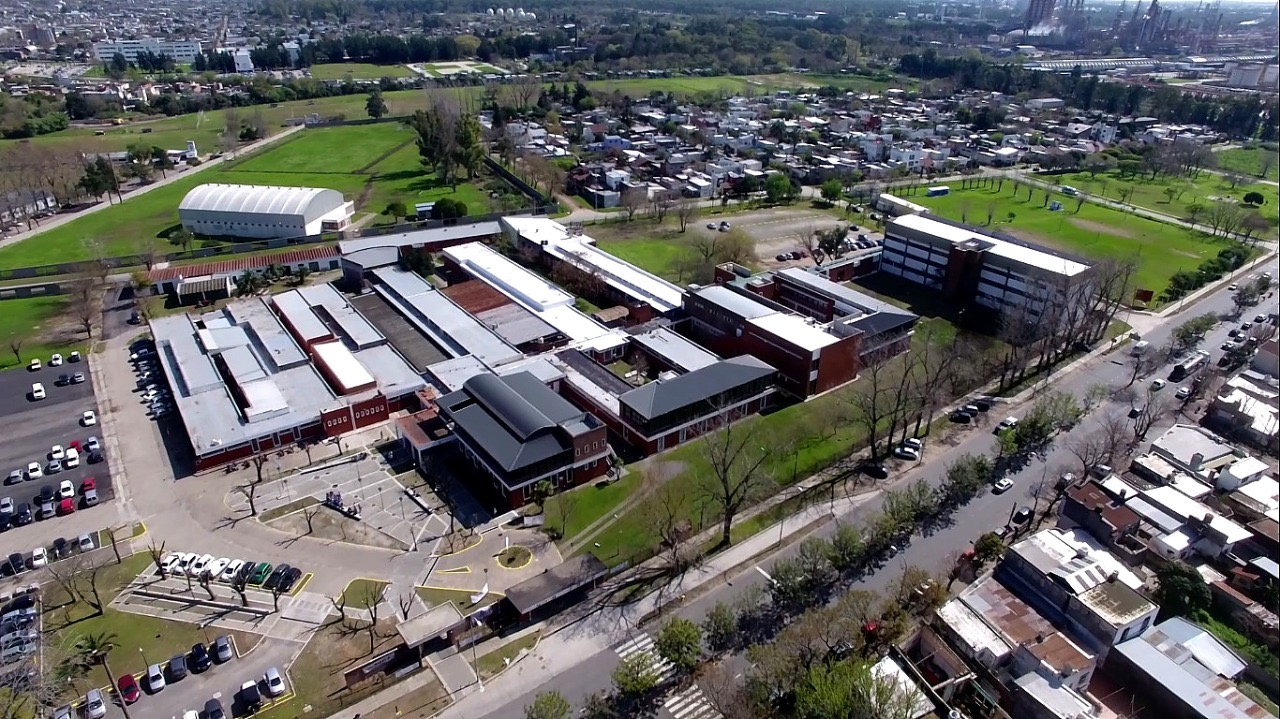
Facultad Regional La Plata
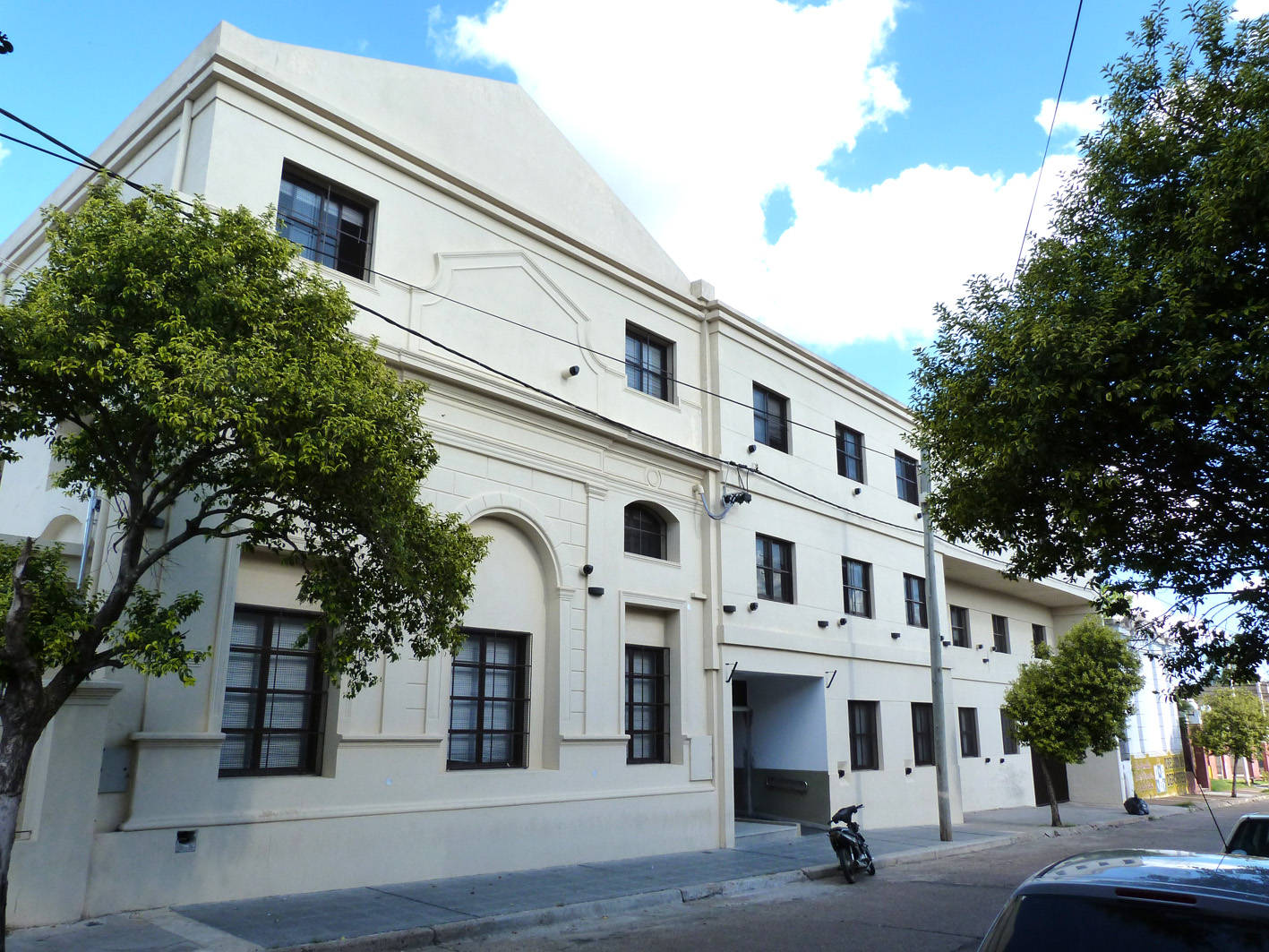
Facultad Regional Concordia
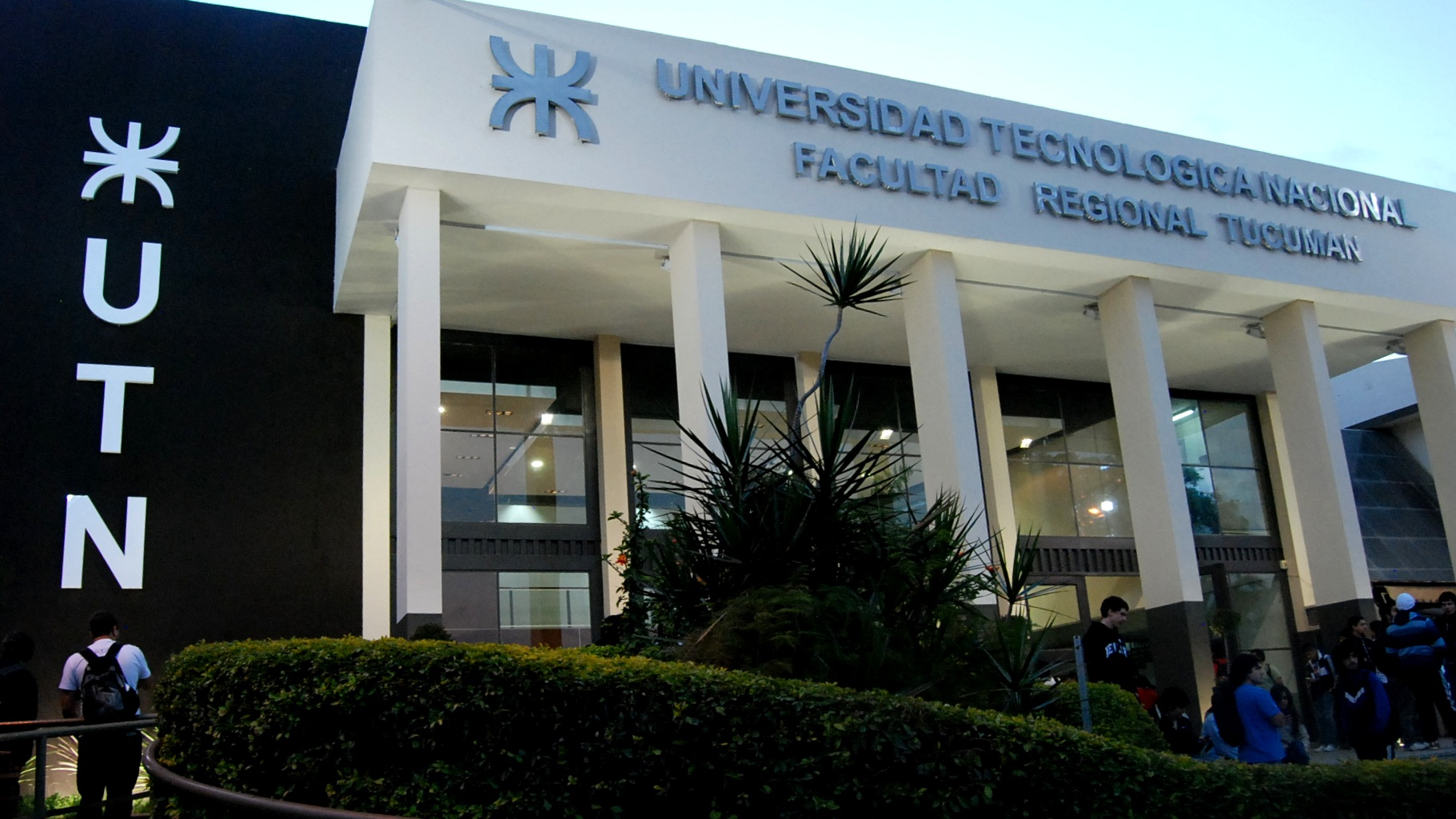
Facultad Regional Tucumán
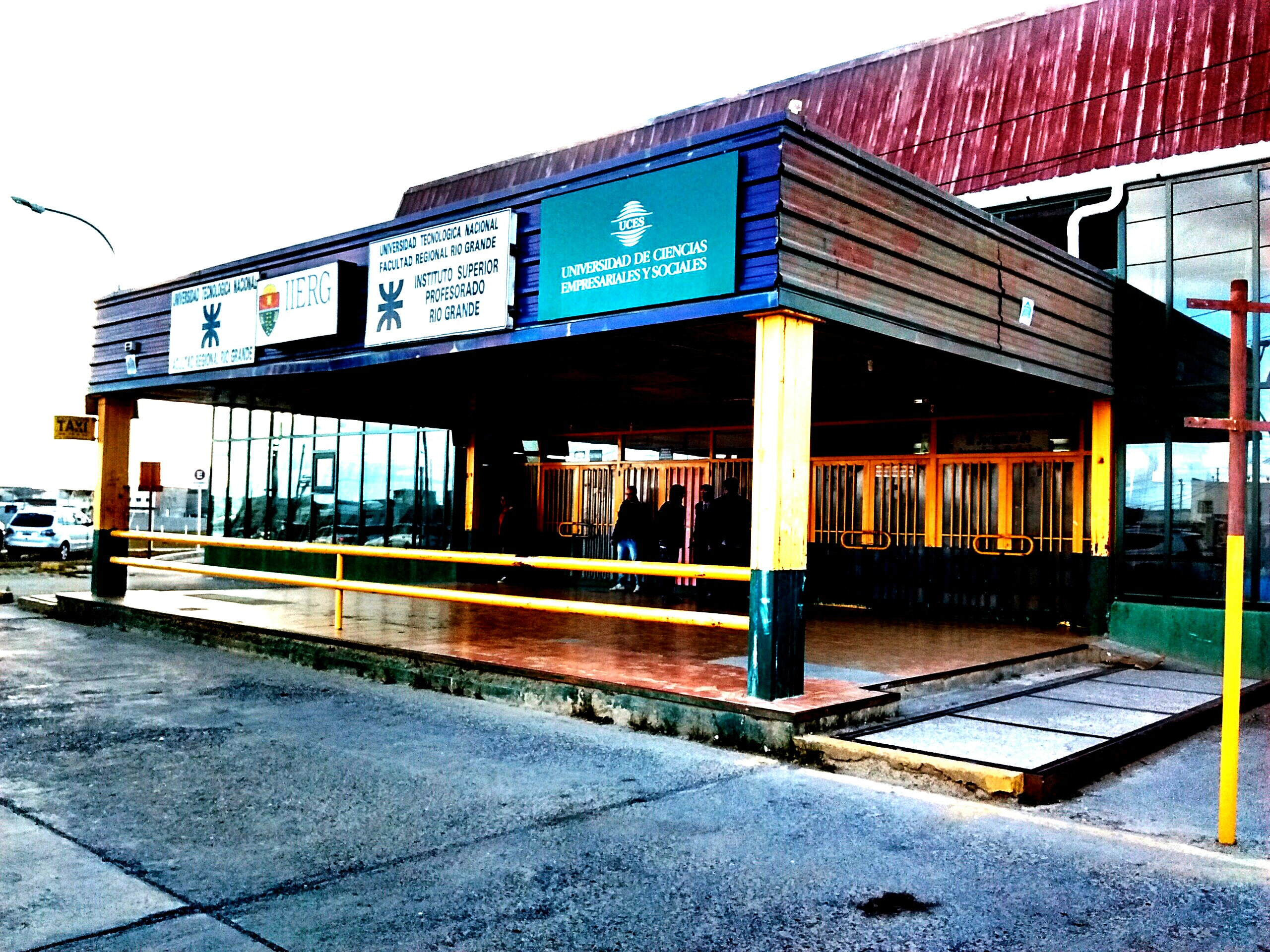
Facultad Regional Tierra del Fuego
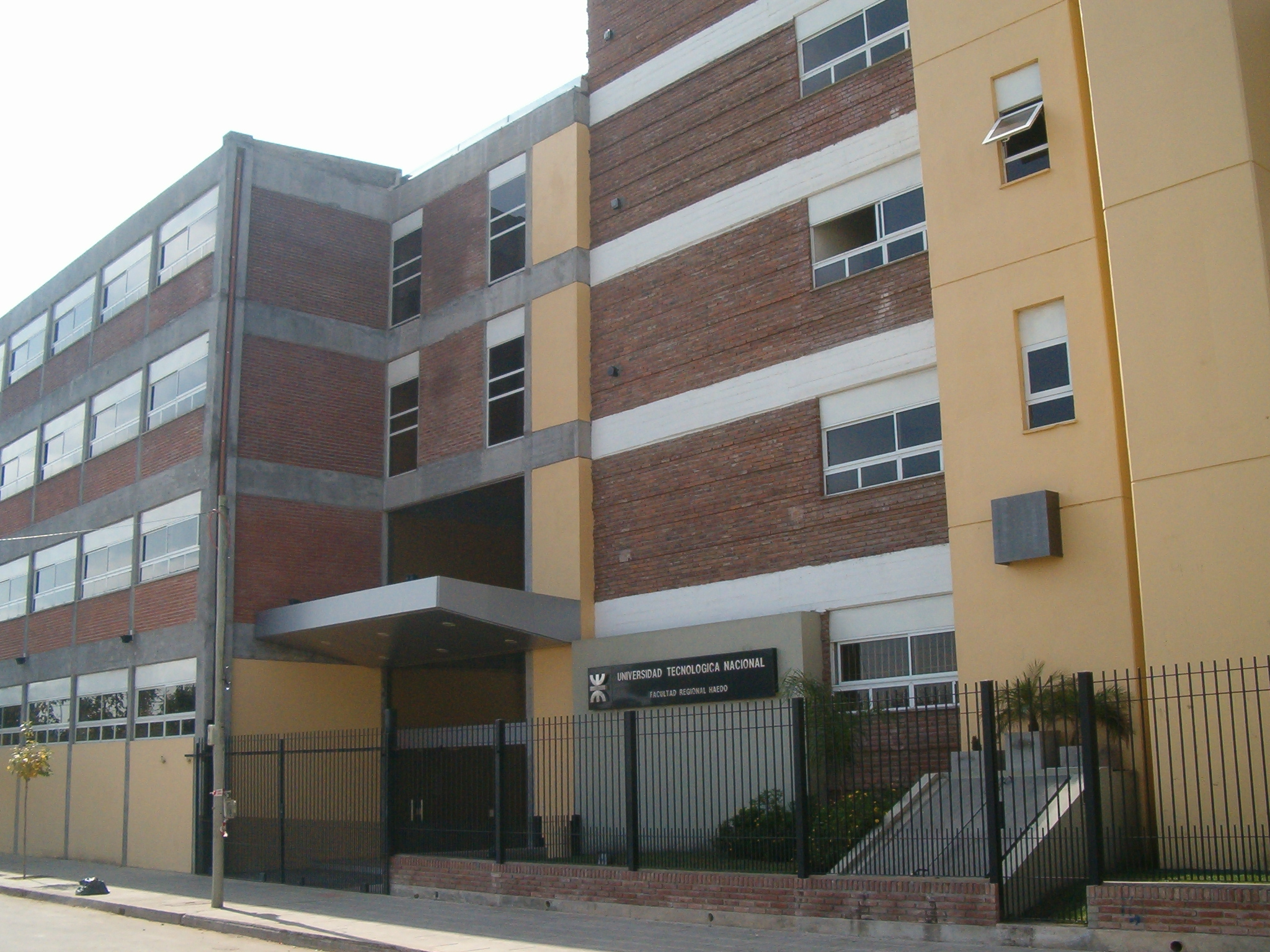
Facultad Regional Haedo

## Investigación tecnológica aplicada
| Producto                                    | Laboratorio                                                             | Descripción |
| ------------------------------------------- | ----------------------------------------------------------------------- | --- |
| Chip para dispositivos médicos implantables | Laboratorio de Microelectrónica                                         | Chip que podría usarse en dispositivos implantables tales como marcapasos, estimuladores nerviosos o sensores microeléctricos. Una de las características para tener en cuenta a la hora de hacer un dispositivo médico implantable, es el tener un bajísimo consumo de energía eléctrica, ya que se alimenta con pilas y no se puede intervenir al paciente todos los meses para cambiarla, lo cual impuso muchas limitaciones y desafíos al desarrollo del mismo. |
| Soluciones para discapacitados              | Centro de Desarrollo e Investigación en Tecnologías Especiales (Cedite) | Técnicas y programas personalizados para los problemas de las diferentes discapacidades. El caso más conocido de sus logros es el de Milagros Girard, una niña de 12 años que sufrió la amputación de los brazos: el Cedite fabricó una estructura que le permite utilizar una PC y comer sola. También le diseñó un baño para que la adolescente pueda higienizarse y lavarse los dientes sin ayuda.                                                               |
| Dispositivo para no videntes                | Estudiantes UTN                                                         | Dispositivo que genera relieve de forma dinámica y recibe pulsaciones permitiendo que las personas no videntes utilicen la computadora de manera más fácil, práctica y funcional fue desarrollado por un entrerriano y un santacruceño |
| Ruido blanco                                | Centro de Investigación y Transferencia en Acústica                     | Comenzó a realizar un "mapa" de la contaminación sonora en la Antártida. Los principales problemas son los grupos electrógenos que abastecen energía eléctrica a los pobladores, y el aterrizaje y despegue de los aviones. |
| Monitoreo del medio ambiente                | Regional Mendoza                                                        | Desarrollaron el Monitor Abierto de Calidad de Aire (MACA), un equipo que determina la concentración de contaminantes presentes en la atmósfera, de manera que puedan almacenarse datos dentro de una tarjeta de memoria. Es potenciado con un panel solar y una batería, lo que permite que sea instalado en lugares remotos y de difícil acceso físico. |

## Premios Nacionales
| Premio                                                | Regional     | Entidad Emisora                   | Año  | Resultado |
| ----------------------------------------------------- | ------------ | --------------------------------- | ---- | --------- |
| Premio Nacional a la Calidad                          | Buenos Aires | Gobierno de Argentina             | 2016 | Ganador   |
| Premio Nacional a la Calidad                          | Buenos Aires | Gobierno de Argentina             | 2019 | Ganador   |
| Premio Nacional a la Calidad                          | Buenos Aires | Gobierno de Argentina             | 2023 | Ganador   |
| Premio Iberoamericano de la Calidad                   | Buenos Aires | Secretaría General Iberoamericana | 2018 | Finalista |
| Premio Sadosky a la formación del Talento Informático | Buenos Aires | Fundación Dr. Manuel Sadosky      | 2019 | Ganador   |

## Premios Internacionales
| Premio                                     | Regional     | Entidad emisora                                             | Año  | Resultado |
| ------------------------------------------ | ------------ | ----------------------------------------------------------- | ---- | --------- |
| Dr. James Lisnyk Ship Design Award         | Buenos Aires | Society of Naval Architects and Marine Engineers            | 2017 | Ganador   |
| Dr. James Lisnyk Ship Design Award         | Buenos Aires | Society of Naval Architects and Marine Engineers            | 2018 | Ganador   |
| Dr. James Lisnyk Ship Design Award         | Buenos Aires | Society of Naval Architects and Marine Engineers            | 2019 | Ganador   |
| IEEE Friend of MGA                         | Buenos Aires | Institute of Electrical and Electronics Engineers           | 2023 | Ganador   |
| Innovación Educativa en Educación Superior | Buenos Aires | International Federation of Engineering Education Societies | 2021 | Ganador   |
| International E-Learning Award             | Buenos Aires | IInternational E Learning Association                       | 2022 | Finalista |

## Historia

### Contexto histórico
El desarrollo industrial posterior a la Primera Guerra Mundial generó una creciente demanda de artesanos, operarios, técnicos e ingenieros, tornando urgente la necesidad de formar cuadros técnicos de dirección y supervisión, a la vez que ponía cada vez más al profesional de la ingeniería en relación de dependencia.
Por otra parte, a los técnicos que egresaban de las pocas escuelas industriales secundarias, les resultaba difícil el acceso a las universidades. Esta situación llevó a un grupo de profesores de la escuela Otto Krause, encabezados por el ingeniero Pascual Pezzano, entre los años 1935 y 1945, a concebir la idea de fundar un Instituto Técnico Superior que permitiera seguir estudios terciarios o universitarios a los técnicos industriales; aunque sus diversos proyectos no pudieron ser llevados a cabo con éxito.
En 1946, bajo la presidencia de Juan Domingo Perón, y debido a la creciente industrialización de la Argentina en la Segunda Guerra Mundial, se profundizó la tarea que ya venía haciendo la Comisión Nacional de Aprendizaje y Orientación Profesional (CNAOP), fundada en 1945, con Perón al frente de la Secretaría de Trabajo y Previsión. En ese marco, durante el peronismo se fundaron además escuelas-fábricas destinadas a la capacitación de operarios.
Sin embargo, los alumnos egresados de las escuelas de Artes y Oficios (o escuelas-fábrica), no tenían prácticamente posibilidad alguna de terminar la enseñanza secundaria, debido a las innumerables pruebas de equivalencias que se les solicitaba. Cabe destacar que la formación brindada por estas escuelas, se asemejaba a una especie de ciclo básico secundario con salida laboral.

### Universidad Obrera Nacional

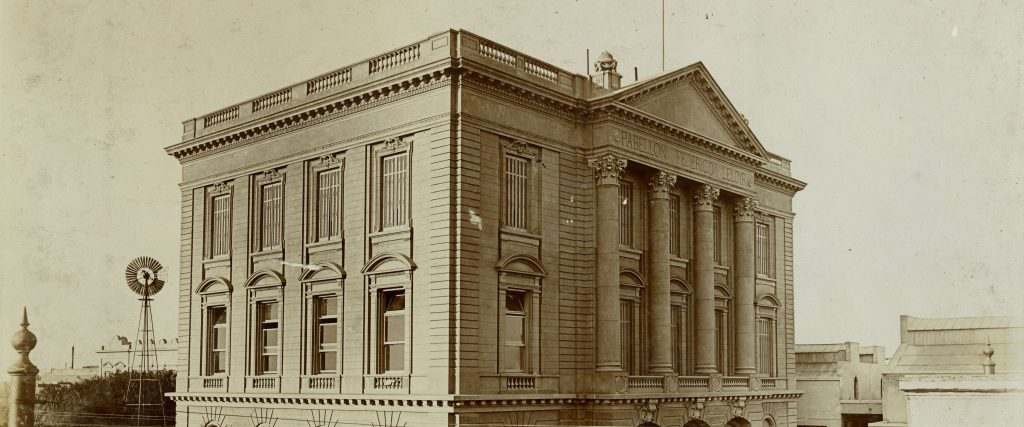
Fotografía de la fachada histórica de la UTN FRBA, Sede Medrano.

Cuando eran próximos a egresar los primeros graduados de las escuelas-fábricas, el Gobierno y la CGT (Confederación General del Trabajo) comenzaron a pensar una institución para el ciclo superior. Esta llevaría el nombre de Universidad Obrera Nacional y tendría por objeto formar 'ingenieros de fábrica', capacitados para crear procesos de producción. Se pensaba en un perfil profesional más "práctico" que el de los ingenieros tradicionales. Sus alumnos tendrían la obligación de trabajar en su especialidad y cursarían una carrera de cinco años.
De esta manera, por medio de la Ley 13.229 del año 1948 se creó la Universidad Obrera Nacional (UON), aunque no fue antes de 1952 que el Poder Ejecutivo Nacional sancionó un Decreto N.º 8014/52 por el cual reglamentaba la citada ley y confería a la Universidad su primer reglamento de organización y funcionamiento. En el Capítulo II, art. 9 de dicha Ley, se establece la creación de la UON como institución superior de enseñanza técnica, dependiente de la citada Comisión, con el objeto de formar integralmente profesionales de origen laboral, destinados a satisfacer las necesidades de la industria argentina. Al egresado se le otorgaba el título de Ingeniero de Fábrica en las especialidades correspondientes.
Cecilio Conditi fue elegido como el primer rector de la universidad, siendo acompañado por el ing. Pezzano como vicerrector. Los cursos fueron finalmente inaugurados por Juan Domingo Perón el 17 de marzo de 1953. Las primeras facultades regionales fueron Buenos Aires, Santa Fe, Rosario y Córdoba. En 1954 se agregaron las facultades regionales Bahía Blanca, Mendoza, La Plata y Avellaneda y en julio de 1955 la de Tucumán.
En 1955 el gobierno de facto de  Pedro Eugenio Aramburu implementó una política de desfinanciamiento y postergación de la UON. El Ing. Meoli fue designado como interventor de la universidad. Durante su gestión, cambiaron los planes de estudio, reemplazando las materias de política y sindicalismo por cultura y legislación. Los estudiantes de la UON se organizaron para reclamar la misma organización y reconocimiento que las demás universidades, y comenzaron a denominarla Universidad Tecnológica Nacional.

### Creación de la Universidad Tecnológica Nacional
En el gobierno de Arturo Frondizi, se adoptó de manera oficial la denominación Universidad Tecnológica Nacional, a través de la sanción de la Ley n.º 14 855 del 14 de octubre de 1959 que le dio su nueva autonomía. 
Según su ley de creación, los fines específicos de la Universidad Tecnológica Nacional son:

Preparar profesionales en el ámbito de la tecnología para satisfacer las necesidades correspondientes de la industria, sin descuidar la formación cultural y humanística, que los haga aptos para desenvolverse en un plano directivo dentro de la industria y la  sociedad creando un espíritu de solidaridad social y mutua comprensión en las relaciones entre el capital y el trabajo.
Artículo 2 de la Ley Nacional Nº 14855

Tras la sanción de la ley n.º 15 948 de 1961 se estableció que los egresados de cualquier colegio secundario podían ingresar a la UTN y no solo aquellos de escuelas técnicas como era hasta el momento.
El 31 de agosto de 1962 la Asamblea Universitaria aprobó el primer estatuto de UTN. Para ese momento ya contaba con once facultades regionales. En 1965 mediante la ley 16712 la universidad quedó incorporada al régimen de Universidades Nacionales.
En 1964, el Rector de la UTN, Juan Sábato, autorizó a la Facultad Regional Santa Fe a dictar en la ciudad de Paraná el primer año de la carrera de ingeniería, en la Escuela Normal «José María Torres». Esta sede fue agregando cursos hasta convertirse en la Delegación Paraná en 1968, aun bajo dependencia de la Regional Santa Fe.
En 1967, se crea la Delegación del Partido de San Justo, dependiente de la Facultad Regional Buenos Aires. En 1969 se le suman las delegaciones de San Francisco (resol. 483/69), Villa María (resol. 486/69) y Entre Ríos (res. 487/69). 
En las siguientes décadas, la UTN se convirtió en la casa de estudios líder para la formación de los nuevos ingenieros tecnológicos del país.

### Década de 1970

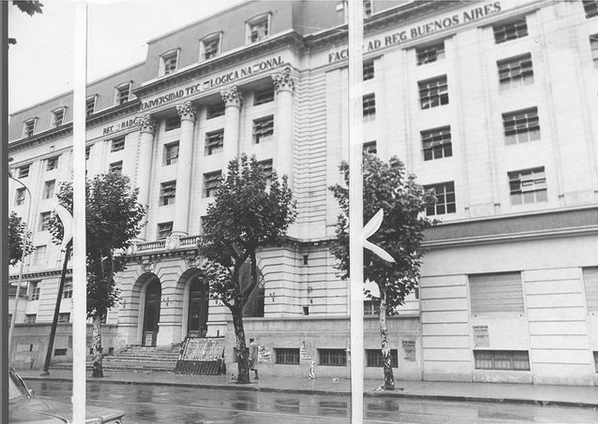
UTN BA Medrano Antiguo

La Delegación Entre Ríos fue dividida nuevamente en las Paraná y Concepción del Uruguay en 1970. También en 1970 se crea la Delegación Gral. Pacheco (res. 136/70), y en 1971, la Delegación de San Rafael (res. 582/71). En 1972 el Consejo Superior de la Universidad Tecnológica, por Resolución N.º 571/72, aprobó la transformación de la Delegación Paraná en la Facultad Regional Paraná. A ellas fueron agregadas las delegaciones de Rafaela (1974), Trenque Lauque (1975), Venado Tuerto (1975).
En los gobiernos de Juan e Isabel Perón (1973-1976), la UTN estuvo intervenida. Tras el golpe militar de 1976 el gobierno de facto propuso la desaparición de la UTN y la absorción de sus facultades por otras universidades nacionales. Sin embargo, debió dar marcha atrás con este plan debido a la reacción de la comunidad universitaria. Durante este período 14 personas ligadas a la UTN Regional Buenos Aires, entre empleados y alumnos, fueron desaparecidos por el gobierno militar.

### Décadas de 1980 y 1990
En 1983 regresa la democracia al país y comienza el proceso de normalización de las universidades, con la vuelta de los concursos docentes y la autonomía universitaria. La UTN elige a sus propias autoridades a través de la Asamblea Universitaria de 1986. El ing. Juan Carlos Recalcatti fue elegido como rector y reelecto en 1989. 
En este período se crean la Delegación Rawson (1985), la Unidad Académica Confluencia (Plaza Huincul-Cutral Có) (1985), la Unidad Académica La Rioja (1986) y Reconquista (1986).
En 1993 el Ing. Héctor Carlos Brotto es elegido rector de la universidad.
En octubre de 1999 la Dirección de Actividades Portuarias de la provincia de Buenos Aires cede a la UTN un edificio ubicado en el puerto de Mar del Plata, para que la universidad lo utilice como regional en esta ciudad. Las obras se desarrollan en tres etapas, finalizando en noviembre de 2009.

### SigloXXI
En diciembre de 2005, la Asamblea Universitaria decide transformar las Unidades Académicas de La Rioja y Concordia en Facultades Regionales.
Es importante destacar que desde su creación han egresado más de 30 000 profesionales de sus 17 carreras de grado, lo que equivale a casi la mitad de ingenieros del país. Por otra parte, su extensión geográfica se traduce en una capacidad de absorción de alumnado - 70 000 cursantes - que equivale a más del 50 % de todos los estudiantes de Ingeniería del país. Las carreras de grado en la Universidad son gratuitas para quienes aprueban el examen de ingreso, cuyos temas abarcan la matemática, orientación universitaria y física.

## Símbolo
Su símbolo tiene un significado superior a la mera representación isotípica de las iniciales del nombre de dicha universidad. Las semicircunferencias representan las curvas de la dinámica tecnológica en evolución, la letra griega PSI (Ψ) representa el carácter humanista de la facultad, y el signo + (más) indica el carácter positivo del pensamiento tecnológico y su tendencia a la superación. 
Es muy similar al carácter yazz () del alfabeto tifinagh, que corresponde al código Unicode U+2D65.